# Peroz I.
Peroz I. (perzijski: پیروز Pīrūz piːˈruːz) je bio Veliki kralj Perzije iz dinastije Sasanida (459. – 484.). 
Peroz je zavladao nakon što je pobijedio i pogubio svoga brata Hormizda III. Njegova vladavina doba je teške krize, a izvori o njemu proturječni su. Prema njima Peroz je uspješnim mjerama ublažio posljedice katastrofalne suše i gladi u Perziji, ali je na svim drugim područjima bio neuspješan.  
S Bizantom, koji je tada i sam bio u problemima, održavao je mir, ali je više puta morao suzbijati provale hunskih Heptalita. U jednom ratu protiv njih (oko 464.) perzijska se vojska našla u tako bezizlaznoj situaciji tako da je Peroz morao plaćanjem visokoga danka kupiti mir. Peroz je godine 484. raskinuo ugovor i ponovo napao Heptalite: oni su međutim na bojnome polju napravili skriveni sustav grobova i kad je kralj sa svojim oklopljenim jahačima napao svi su se strovalili u grobove i poginuli. S Perozom je poginula većina njegove braće i sinova. Takva spektakularna smrt jednoga perzijskoga kralja našla je veliki odjek u izvorima (npr. Prokopije iz Cezareje i Tabari). Perozova pogibija strovalila je sasanidsku Perziju u najtežu krizu u njenoj dugoj povijesti.